# Geminació
La geminació és, en fonètica, la repetició immediata d'un so. El fenomen es dona en algunes llengües perquè existeixen consonants geminades o llargues (com ara en italià o japonès o la ela geminada catalana) i en altres perquè el context afecta determinats sons, com passa en la pronúncia del substantiu poble en determinats dialectes del català. En la transcripció de l'AFI es pot indicar amb un signe ː després del so que s'allarga, sigui vocal o consonant geminada, o duplicant aquesta segona, especialment quan es tracta d'una geminació contextual.